# Allmän konsnäcka
Allmän konsnäcka (Euconulus fulvus) är en snäckart som först beskrevs av Otto Friedrich Müller 1774.  Allmän konsnäcka ingår i släktet Euconulus, och familjen konsnäckor. Arten är reproducerande i Sverige.